# Fernando Quirarte
Fernando Quirarte Gutíerrez (* 17. Mai 1956 in Guadalajara, Bundesstaat Jalisco) ist ein ehemaliger mexikanischer Fußballspieler, der meist als Innenverteidiger eingesetzt wurde und der fast ausschließlich für seinen Heimatverein Chivas Guadalajara tätig war. Nach seiner aktiven Spielerlaufbahn war „el Sheriff“, wie sein Spitzname lautet, auch als Trainer tätig.

## Karriere
Fernando Quirarte spielte seit seiner Kindheit in den Nachwuchsmannschaften des Club Deportivo „Chivas“ Guadalajara und schaffte während der Saison 1976/77 den Sprung in die erste Mannschaft.
Im Laufe seiner Karriere wurde Quirarte zu einem der wichtigsten Spieler seiner Mannschaft und einem Idol der Fans. Seine Leistungen waren so herausragend, dass sein berühmter Vorgänger auf dieser Position aus der Epoche des „Campeonísimo“, Guillermo Sepúlveda, ihn als seinen „würdigen Nachfolger“ bezeichnete und voll des Lobes über ihn war: „Er ist ein herausragender Spieler auf seiner Position, der auch in schwierigen Situationen die Ruhe und Übersicht behält und außerdem seinen Mitspielern Vertrauen einimpft und sie antreibt.“
Dass diese Worte nicht übertrieben waren, beweist auch die Tatsache, dass Fernando Quirarte alle Spiele der mexikanischen Nationalmannschaft in voller Länge bestritt, die diese bei der WM 1986 im eigenen Land absolvierte. Dabei stellte er nicht nur sein organisatorisches Abwehrtalent unter Beweis, das zu einem guten Teil mit dafür verantwortlich war, dass Mexiko in den fünf Spielen nur zwei Gegentore erhielt, sondern er bewies darüber hinaus eine für einen Innenverteidiger ungewöhnliche Offensivstärke. Er war es, der für die Mexikaner das erste Tor bei dieser WM gegen den Auftaktgegner Belgien (Endergebnis 2:1) erzielte und ferner gelang ihm im letzten Gruppenspiel der entscheidende Siegtreffer zum 1:0 gegen den WM-Neuling Irak. Dennoch zählte er letztendlich zu den tragischen Helden, weil er im Viertelfinale bei der 1:4-Niederlage im Elfmeterschießen gegen Deutschland mit seinem Strafstoß am deutschen Torhüter Toni Schumacher scheiterte und so mitverantwortlich für das Ausscheiden der Mexikaner war.
Insgesamt bestritt Fernando Quirarte 45 Länderspiele und erzielte dabei fünf Treffer. Während seiner aktiven Spielerkarriere war er fast ausschließlich für den Club Deportivo Guadalajara tätig, mit dem er in der Saison 1986/87 die Meisterschaft gewann; es war der erste Titel des Vereins seit 1970, als seine große Epoche des „Campeonísimo“ ihr Ende nahm. Lediglich in seiner letzten Saison 1989/90 streifte der „Sheriff“ sich das Trikot der Profifußballmannschaft der benachbarten Universidad de Guadalajara über.
Nach dem Ende seiner aktiven Laufbahn war Quirarte als Trainer diverser Vereine sowie als Assistenztrainer für den mexikanischen Fußballverband tätig.

## Erfolge
- Mexikanischer Meister: 1986/87